# Serra do Pico de Antónia
Serra do Pico de Antónia är en bergskedja i Kap Verde. Den ligger i den södra delen av landet, 20 km nordväst om huvudstaden Praia. Serra do Pico de Antónia ligger på ön Santiago.
Serra do Pico de Antónia sträcker sig 22,1 km i sydostlig-nordvästlig riktning. Den högsta toppen är Pico da Antónia, 1 394 meter över havet.
Topografiskt ingår följande toppar i Serra do Pico de Antónia:
- Monte Tagarrinho
- Pico da Antónia

Trakten runt Serra do Pico de Antónia består till största delen av jordbruksmark. Runt Serra do Pico de Antónia är det tätbefolkat, med 266 invånare per kvadratkilometer.